# Диарра, Мамаду Игорь
Диарра Мамаду Игорь (род. 26 декабря 1966, Кривой Рог, Днепропетровская область) — малийский банкир, государственный и политический деятель.
Управляющий Всемирного банка, Международного валютного фонда (МВФ), Африканского банка развития (АБР), Исламского банка развития (ИБР) и Арабского банка экономического развития в Африке (BADEA). Член Совета министров Западноафриканского экономического и валютного союза (UEMOA), Западноафриканского банка развития (BOAD), Банка инвестиций и развития ЭКОВАС (EBID) и Центрального банка западноафриканских государств (BECEAO). Возглавляет совет управляющих Банка инвестиций и развития ЭКОВАС (EBID). Член совета директоров Межафриканской конференции по страховым рынкам (CIMA).

## Биография
Родился 26 декабря 1966 года в городе Кривой Рог Днепропетровской области.
В начальную школу пошёл в Киеве. Вернувшись в Мали продолжил обучение в школе Мамаду Конате (Бамако), где получил диплом (DEF), затем в средней школе Аскиа Мохамеда (Бамако), где в 1985 году получил степень бакалавра точных наук.
В 1985 году  выиграл стипендию бельгийского сотрудничества и поступил в École des Hautes Etudes Commerciales (HEC) в Льеже. В 1990 году выпустился, получив образование коммерческого инженера.
В 1991 году начал работать в Банке развития Мали (BDM SA). Первый представитель банка во Франции, затем назначен заместителем директора операционного подразделения, директором по операциям основных филиалов, директором сети и электронного банкинга, затем советником генерального директора.
В 2005 году назначен генеральным менеджером Banco Da Uniao SA в Гвинее-Бисау.
В 2006 году начал работать в Международном банке Мали.
В октябре 2008 года назначен министром энергетики, горнодобывающей промышленности и водных ресурсов при правительствах Сидибе I и Сидибе II. В апреле 2009 года повторно назначен министром энергетики и водных ресурсов после перестановок в кабинете министров. Пробыл на посту до марта 2011 года.
С 28 февраля 2013 года — управляющий директор Банка Африки в Мали.
В январе 2015 года назначен министром экономики и финансов Мали при правительстве премьер-министра Модибо Кейты. Сменил на этом посту Буаре Фили Сиссоко.
Пробыл на посту до января 2016 года.
С 16 марта 2016 по март 2018 года — управляющий директор Банка Африки в Сенегале.
11 мая 2018 года выдвинул свою кандидатуру на президентских выборах в Мали, для чего опубликовал свою программную книгу C'est could au Mali.
С июня 2022 года — региональный директор дочерних компаний Банка Африки в Центральной Африке после того, как был региональным директором этого банка в зоне ЗАЭВС.
25 июля 2022 года генеральный прокурор Верховного суда Мали выдал международный ордер на арест Мамаду Игоря Диарры, Тьемана Юбера Кулибали, Бубу Сиссе, всех бывших министров режима бывшего президента Ибрагима Бубакара Кейты. Их преследуют за преступления, связанные с подлогом и использованием подделки, нанесением ущерба государственной собственности и соучастием в этих преступлениях в случае публичного рынка, известного как PARAMOUNT.

## Семья
Отец, Шейк Умар Диарра — авиационноый инженер, генерал авиационной дивизии малийской армии, бывший исполнительный секретарь ЭКОВАС. Погиб в авиакатастрофе 22 октября 2005 года.
Мать, Людмила Грецкая — бывшая работница Криворожского металлургического завода.
Семья Диарра родом из деревни Сансандинг возле города Маркала.
Женат, имеет семерых детей.

## Награды
- Национальный орден Мали;
- Орден «За заслуги» (Франция)[7];
- Премия «Бриллиантовый Оскар» за африканское экономическое лидерство на XXII Африканском экономическом форуме;
- Премия The African Bankers Awards 2008[8];
- Управляющий лучшего банка (2017);
- Личность года в Африке (2017).